# Bridget Regan

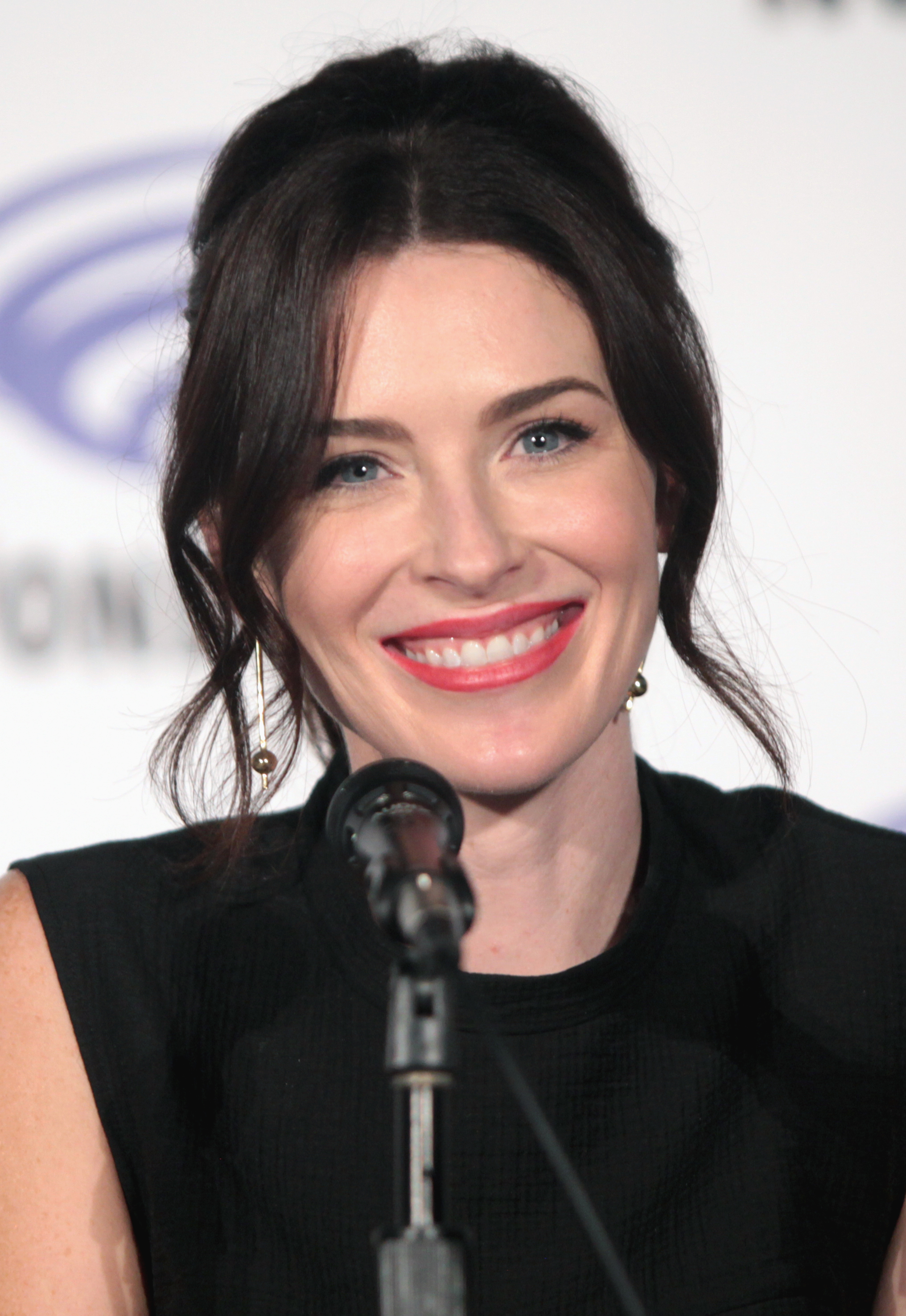
Bridget Regan (2016)

Bridget Catherine Regan (* 3. Februar 1982 in Carlsbad, Kalifornien) ist eine US-amerikanische Schauspielerin.

## Biografie
Bridget Regan wuchs in einer katholischen Familie mit irischen und deutschen Wurzeln auf. Bereits als Kind hatte sie erste Auftritte als Kinderdarstellerin in ihrer Heimatstadt Carlsbad. Unter anderem trat sie am Theater in Stücken wie Der Zauberer von Oz auf. Später studierte Regan an der University of North Carolina School of Arts.
Seit 2006 trat Regan in mehreren Filmen und Fernsehsendungen in den Vereinigten Staaten auf. Sie spielte unter anderem in The Wedding Album (2006), Blinders (2006), Supreme Courtships (2007), The Babysitters (2007) und Sex and the City – Der Film (2008). Ebenso hatte sie Gastrollen in bekannten US-amerikanischen Fernsehserien, wie etwa in Love Monkey (2006), Criminal Intent – Verbrechen im Visier (2006–2007), American Experience (2007), Six Degrees (2007), The Black Donnellys (2007) und New Amsterdam (2008).
Von 2008 bis 2010 verkörperte Regan die Mutter Konfessor Kahlan Amnell in der Fantasyserie Legend of the Seeker, welche auf Terry Goodkinds Buchreihe Das Schwert der Wahrheit beruht. Für diese Rolle musste sie ihr naturrotes Haar brünett färben. Nach einer erfolgreichen ersten Staffel wurde eine zweite Staffel produziert. Danach wurde die Produktion eingestellt. Im deutschen Free-TV wurde die Serie erstmals ab dem 11. Oktober 2009 auf dem Sender ProSieben ausgestrahlt. Von 2016 bis 2018 spielte sie in der Serie The Last Ship die Rolle der Sasha Cooper.
Im Dezember 2010 brachte Bridget Regan eine Tochter zur Welt. Ihr war es gelungen, die Schwangerschaft 9 Monate lang vor den Paparazzi und den Fans verborgen zu halten. 2018 wurde sie Mutter eines Sohnes. Vater ihrer Kinder ist ihr Ehemann Eamon O’Sullivan.

## Filmografie (Auswahl)
Filme
- 2006: The Wedding Album (Fernsehfilm)
- 2006: Blinders (Kurzfilm)
- 2007: Supreme Courtships (Fernsehfilm)
- 2007: The Babysitters: Für Taschengeld mache ich alles (The Babysitters)
- 2008: Sex and the City – Der Film (Sex and the City: The Movie)
- 2008: Legend of the Seeker: The Making of a Legend! (Dokumentation)
- 2010: The Best and the Brightest
- 2011: Kühles Grab (Hide, Fernsehfilm)
- 2012: The Frontier (Fernsehfilm)
- 2013: Murder in Manhattan (Fernsehfilm)
- 2014: John Wick
- 2015: The Leisure Class (Fernsehfilm)
- 2015: Magic Stocking (Fernsehfilm)
- 2017: Devil’s Gate
- 2017: Geteilte Weihnacht (Christmas Getaway, Fernsehfilm)
- 2023: Things Like This
- 2024: Canvas
- 2025: Things Like This

Serien
- 2006: Love Monkey (Pilotfilm)
- 2006, 2007: Criminal Intent – Verbrechen im Visier (Law & Order: Criminal Intent, 2 Folgen)
- 2007: The Black Donnellys (4 Folgen)
- 2007: American Experience (Folge 19x15 Alexander Hamilton)
- 2007: Six Degrees (Folge 1x13 A Simple Twist of Fate)
- 2008: New Amsterdam (Folge 1x05 Keep the Change)
- 2008–2010: Legend of the Seeker – Das Schwert der Wahrheit (Legend of the Seeker, 44 Folgen)
- 2011: Navy CIS: L.A. (NCIS: Los Angeles, Folge 3x02 Cyber Threat)
- 2011: Person of Interest (Folge 1x10 Number Crunch)
- 2012: Perception (2 Folgen)
- 2013: Beauty and the Beast (4 Folgen)
- 2013: Sons of Anarchy (Folge 6x01 Straw)
- 2013–2014: White Collar (10 Folgen)
- 2014–2019: Jane the Virgin (32 Folgen)
- 2015: Good Wife (Folge 7x01 Bond)
- 2015–2016: Marvel’s Agent Carter (10 Folgen)
- 2016–2018: The Last Ship (33 Folgen)
- 2016: Grey’s Anatomy (Folge 13x08 The Room Where It Happens)
- 2017–2018: Strangers (2 Folgen)
- 2019: MacGyver (Folge 3x12 Fence + Suitcase + Americium-241)
- 2020: Paradise Lost (10 Folgen)
- 2022: Batwoman (3 Folgen)
- seit 2022: The Rookie
- 2022–2023: The Winchesters (4 Folgen)
- 2023: The Company You Keep (Folge 1x01 Pilot)
- 2025: 9-1-1: Notruf L.A. (9-1-1, 2 Folgen)

## Theater
- 1999: Sweet Bird of Youth
- 2005: The Scottish Play (Rolle: Eden)
- 2005: Children and Art
- 2007–2008: Is He Dead? (Rolle: Cecile Leroux)
- 2008: Project Shaw – Geneva (Rolle: Begonia Brown)
- 2024: Cat on a Hot Tin Roof (Rolle: Maggie)